# Barleria
Barleria is een geslacht uit de acanthusfamilie (Acanthaceae). De soorten komen wereldwijd voor in (sub)tropische regio's.

## Soorten
- Barleria acanthoides Vahl
- Barleria aculeata Balf.f.
- Barleria acuminata Wight ex Nees
- Barleria aenea I.Darbysh.
- Barleria affinis C.B.Clarke
- Barleria albomarginata Hedrén
- Barleria albostellata C.B.Clarke
- Barleria alluaudii Benoist
- Barleria almughsaylensis Mosti, Raffaelli & Tardelli
- Barleria amanensis Lindau
- Barleria ameliae A.Meeuse
- Barleria angustiloba Lindau
- Barleria antunesii Lindau
- Barleria arabica Bél. ex Nees
- Barleria argentea Balf.f.
- Barleria argillicola Oberm.
- Barleria aristata I.Darbysh.
- Barleria arnottiana Nees
- Barleria aromatica Oberm.
- Barleria asterotricha Benoist
- Barleria athiensis I.Darbysh.
- Barleria baluganii Ensermu
- Barleria bechuanensis C.B.Clarke
- Barleria benadirensis Chiov.
- Barleria benguellensis S.Moore
- Barleria biloba Imlay
- Barleria bispinosa (Forssk.) Vahl
- Barleria blepharoides Lindau
- Barleria boehmii Lindau
- Barleria boivinii T.Anderson
- Barleria bolusii Oberm.
- Barleria boranensis Fiori
- Barleria bornuensis S.Moore
- Barleria bremekampii Oberm.
- Barleria brevispina (Fiori) Hedrén
- Barleria brevituba Benoist
- Barleria brownii S.Moore
- Barleria buddleioides S.Moore
- Barleria buxifolia L.
- Barleria calophylla Lindau
- Barleria calophylloides Lindau
- Barleria candida Nees
- Barleria capitata Klotzsch
- Barleria carruthersiana S.Moore
- Barleria casatiana Buscal. & Muschl.
- Barleria cavaleriei H.Lév.
- Barleria cinerea Champl.
- Barleria cinnabarina Champl.
- Barleria clinopodium Fiori
- Barleria comorensis Lindau
- Barleria compacta Malombe & I.Darbysh.
- Barleria conspicua Nees
- Barleria coriacea Oberm.
- Barleria courtallica Nees
- Barleria courtallica Nees
- Barleria crassa C.B.Clarke
- Barleria cristata L.
- Barleria crossandriformis C.B.Clarke
- Barleria crotalaria H.Lév.
- Barleria cuspidata F.Heyne ex Nees
- Barleria cyanea S.Moore
- Barleria damarensis T.Anderson
- Barleria decaisneana Nees
- Barleria decaryi Benoist
- Barleria delagoensis Oberm.
- Barleria delamerei S.Moore
- Barleria dentata Hedrén
- Barleria descampsii Lindau
- Barleria dinteri Oberm.
- Barleria diplotricha I.Darbysh. & Ndang.
- Barleria dolomiticola M.Balkwill & K.Balkwill
- Barleria dulcis Benoist
- Barleria durairajii K.Ravik., D.Naras., Devanath. & Gnanasek.
- Barleria elegans S.Moore ex C.B.Clarke
- Barleria elliptica Benoist
- Barleria ensermui I.Darbysh.
- Barleria eranthemoides R.Br. ex C.B.Clarke
- Barleria eylesii S.Moore
- Barleria farinosa Deflers
- Barleria faulknerae I.Darbysh.
- Barleria ferox Ensermu & I.Darbysh.
- Barleria fissiflora Bojer ex Nees
- Barleria fissimuroides I.Darbysh.
- Barleria fulvostellata C.B.Clarke
- Barleria galpinii C.B.Clarke
- Barleria gandhii Kottaim.
- Barleria gibsonii Dalzell
- Barleria gidoleensis Ensermu & I.Darbysh.
- Barleria glandulifera Lindau
- Barleria glandulostamina I.Darbysh.
- Barleria glutinosa Champl.
- Barleria gracilispina (Fiori) I.Darbysh.
- Barleria granarii I.Darbysh.
- Barleria grandicalyx Lindau
- Barleria grandiflora Dalzell
- Barleria grandipetala De Wild.
- Barleria grandis Hochst. ex Nees
- Barleria greenii M.Balkwill & K.Balkwill
- Barleria griseoviridis I.Darbysh.
- Barleria grootbergensis I.Darbysh. & E.A.Tripp
- Barleria gueinzii Sond.
- Barleria her Benoist
- Barleria heterotricha Lindau
- Barleria hildebrandtii S.Moore
- Barleria hillcoatiae J.R.I.Wood
- Barleria hirta Oberm.
- Barleria hirtifructa I.Darbysh.
- Barleria hochstetteri Nees
- Barleria holstii Lindau
- Barleria holubii C.B.Clarke
- Barleria humbertii Benoist
- Barleria humilis Benoist
- Barleria hydeana I.Darbysh.
- Barleria ilicifolia Hedrén
- Barleria inclusa I.Darbysh.
- Barleria insolita Benoist
- Barleria integrisepala H.P.Tsui
- Barleria involucrata Nees
- Barleria irritans Nees
- Barleria jubata S.Moore
- Barleria kacondensis S.Moore
- Barleria kaessneri S.Moore
- Barleria kaloxytona Lindau
- Barleria kitchingii Baker
- Barleria laceratiflora Lindau
- Barleria lactiflora Brummitt & Seyani
- Barleria laeta Benoist
- Barleria lanceata (Forssk.) C.Chr.
- Barleria lanceolata (Schinz) Oberm.
- Barleria lancifolia T.Anderson
- Barleria lawii T.Anderson
- Barleria leandrii Benoist
- Barleria lebomboensis I.Darbysh., McCleland & Froneman
- Barleria lichtensteiniana Nees
- Barleria limnogeton S.Moore
- Barleria linearifolia Rendle
- Barleria lobelioides Champl.
- Barleria longiflora L.f.
- Barleria longipes Benoist
- Barleria longissima Lindau
- Barleria lugardii C.B.Clarke
- Barleria lukafuensis De Wild.
- Barleria lukei I.Darbysh.
- Barleria lukwangulensis I.Darbysh.
- Barleria lupulina Lindl.
- Barleria mackenii Hook.f.
- Barleria maclaudii Benoist
- Barleria macraei Arn.
- Barleria macrostegia Nees
- Barleria maculata S.Moore
- Barleria mairei H.Lév.
- Barleria marginata Oliv.
- Barleria maritima I.Darbysh.
- Barleria masaiensis I.Darbysh.
- Barleria matopensis S.Moore
- Barleria meeuseana P.G.Mey.
- Barleria merxmuelleri P.G.Mey.
- Barleria methuenii Turrill
- Barleria meyeriana Nees
- Barleria microcalyx I.Darbysh.
- Barleria mirabilis I.Darbysh. & Q.Luke
- Barleria mitis Ker Gawl.
- Barleria molensis Wild
- Barleria montana Nees
- Barleria monticola Oberm.
- Barleria mpandensis I.Darbysh.
- Barleria mucronifolia Lindau
- Barleria mutabilis I.Darbysh.
- Barleria mysorensis B.Heyne ex Roth
- Barleria namutonensis Oberm.
- Barleria natalensis Lindau
- Barleria negeleensis Ensermu & I.Darbysh.
- Barleria neurophylla C.B.Clarke
- Barleria nitida Nees
- Barleria noctiflora L.f.
- Barleria norbertii Benoist
- Barleria nyasensis C.B.Clarke
- Barleria observatrix Bosser & Heine
- Barleria obtecta Champl.
- Barleria obtusa Nees
- Barleria obtusisepala C.B.Clarke
- Barleria oenotheroides Dum.Cours.
- Barleria opaca (Vahl) Nees
- Barleria orbicularis Hochst. ex T.Anderson
- Barleria ovata E.Mey. ex Nees
- Barleria oxyphylla Lindau
- Barleria pabularis S.Moore
- Barleria pannosa Chiov.
- Barleria paolii Fiori
- Barleria paolioides I.Darbysh.
- Barleria papillosa T.Anderson
- Barleria parviflora R.Br. ex T.Anderson
- Barleria parvispina Benoist
- Barleria paucidentata Benoist
- Barleria penelopeana I.Darbysh.
- Barleria perrieri Benoist
- Barleria phaylopsis Milne-Redh.
- Barleria phillyreifolia Baker
- Barleria pilosa F.Heyne ex Nees
- Barleria polhillii I.Darbysh.
- Barleria polyneura S.Moore
- Barleria popovii Verdc.
- Barleria prattensis Santapau
- Barleria pretoriensis C.B.Clarke
- Barleria prionitis L.
- Barleria prionitoides Engl.
- Barleria proxima Lindau
- Barleria pseudosomalia I.Darbysh.
- Barleria puberula Benoist
- Barleria puccionii Chiov.
- Barleria pulchella Benoist
- Barleria pulchra Lindau
- Barleria punctata Milne-Redh.
- Barleria pungens L.f.
- Barleria purpureosepala H.P.Tsui
- Barleria purpureotincta I.Darbysh.
- Barleria quadriloba Oberm.
- Barleria quadrispina Lindau
- Barleria ramulosa C.B.Clarke
- Barleria randii S.Moore
- Barleria rehmannii C.B.Clarke
- Barleria repens Nees
- Barleria reticulata Haines
- Barleria rhodesiaca Oberm.
- Barleria rhynchocarpa Klotzsch
- Barleria richardsiae I.Darbysh.
- Barleria rigida Willd. ex Nees
- Barleria robertsoniae I.Darbysh.
- Barleria rotundifolia Oberm.
- Barleria rubra Buch.-Ham.
- Barleria ruellioides T.Anderson
- Barleria sacanii Klotzsch ex Lindau
- Barleria salicifolia S.Moore
- Barleria samhanensis Knees, A.G.Mill. & A.Patzelt
- Barleria saxatilis Oberm.
- Barleria scabriuscula Schwartz
- Barleria scandens I.Darbysh.
- Barleria sceptrum-katanganum Champl.
- Barleria schenckii Schinz
- Barleria schmittii Benoist
- Barleria senensis Klotzsch
- Barleria sepalosa C.B.Clarke
- Barleria separata Benoist
- Barleria setosa (Klotzsch) I.Darbysh.
- Barleria seyrigii Benoist
- Barleria shebelleensis Ensermu & I.Darbysh.
- Barleria siamensis Craib
- Barleria smithii Rendle
- Barleria solitaria P.G.Mey.
- Barleria speciosa I.Darbysh.
- Barleria spinifolia J.R.I.Wood
- Barleria spinulosa Klotzsch
- Barleria splendens E.A.Bruce
- Barleria stellatotomentosa S.Moore
- Barleria stenophylla Kurz
- Barleria steudneri C.B.Clarke
- Barleria stimulans E.Mey. ex Nees
- Barleria stocksii T.Anderson
- Barleria strigosa Willd.
- Barleria subglobosa S.Moore
- Barleria subinermis Chiov.
- Barleria submollis Lindau
- Barleria subregularis I.Darbysh.
- Barleria sunzuana Brummitt & Seyani
- Barleria superata I.Darbysh.
- Barleria taitensis S.Moore
- Barleria tanzaniana (Brummitt & J.R.I.Wood) I.Darbysh.
- Barleria terminalis Nees
- Barleria tetracantha Balf.f.
- Barleria tomentosa Roth
- Barleria torrei I.Darbysh.
- Barleria trispinosa (Forssk.) Vahl
- Barleria ukamensis Lindau
- Barleria usambarica Lindau
- Barleria velutina Champl.
- Barleria venenata I.Darbysh.
- Barleria ventricosa Hochst. ex Nees
- Barleria verdickii De Wild.
- Barleria vestita T.Anderson
- Barleria villosa S.Moore
- Barleria vincifolia Baker
- Barleria violacea Hainz
- Barleria violascens S.Moore
- Barleria virgula C.B.Clarke
- Barleria volkensii Lindau
- Barleria vollesenii I.Darbysh.
- Barleria welwitschii S.Moore
- Barleria whytei S.Moore
- Barleria wilmsiana Lindau

... · 
Acanthopsis · 
Acanthus · 
Achyrocalyx · 
Afrofittonia · 
Ambongia · 
Ancistranthus · 
Andrographis · 
Angkalanthus · 
Anisacanthus · 
Anisosepalum · 
Anisotes · 
Anomacanthus · 
Aphanosperma · 
Aphelandra · 
Ascotheca · 
Asystasia · 
Avicennia · 
Ballochia · 
Barleria · 
Barleriola · 
Blepharis · 
Borneacanthus · 
Boutonia · 
Brachystephanus · 
Bravaisia · 
Brillantaisia · 
Brunoniella · 
Calacanthus · 
Calycacanthus · 
Camarotea · 
Carlowrightia · 
Celerina · 
Cephalacanthus · 
Chalarothyrsus · 
Chamaeranthemum · 
Chileranthemum · 
Chlamydacanthus · 
Chlamydocardia · 
Chorisochora · 
Chroesthes · 
Clinacanthus · 
Clistax · 
Codonacanthus · 
Conocalyx · 
Cosmianthemum · 
Crabbea · 
Crossandra · 
Crossandrella · 
Cyclacanthus · 
Cynarospermum · 
Cyphacanthus · 
Danguya · 
Dasytropis · 
Dichazothece · 
Dicladanthera · 
Dicliptera · 
Dischistocalyx · 
Duosperma · 
Dyschoriste · 
Ecbolium · 
Echinacanthus · 
Elytraria · 
Encephalosphaera · 
Eranthemum · 
Eremomastax · 
Filetia · 
Fittonia · 
Forcipella · 
Glossochilus · 
Graphandra · 
Graptophyllum · 
Gymnostachyum · 
Gypsacanthus · 
Hansteinia · 
Haplanthodes · 
Harpochilus · 
Hemigraphis · 
Henrya · 
Herpetacanthus · 
Heteradelphia · 
Holographis · 
Hoverdenia · 
Hulemacanthus · 
Hygrophila · 
Hypoestes · 
Ichthyostoma · 
Isoglossa · 
Isotheca · 
Jadunia · 
Justicia · 
Kalbreyeriella · 
Kosmosiphon · 
Kudoacanthus · 
Lankesteria · 
Leandriella · 
Lepidagathis · 
Megalochlamys ·
Ruellia · 
Strobilanthes · 
Thunbergia · 
...